# 팔레스타인 축구 협회
팔레스타인 축구 협회(아랍어: الاتحاد الفلسطيني لكرة القدم, 영어: Palestinian Football Association)는 팔레스타인의 축구 협회이다. 국제축구연맹(FIFA)과 아시아 축구 연맹(AFC)에 가입되어 있다. 가자 지구 리그, 팔레스타인 축구 국가대표팀 등을 관리한다.

## 같이 보기
- 아시아 축구 연맹
- 서아시아 축구 연맹
- 팔레스타인 축구 국가대표팀
- 가자 지구 리그